# Adanech Admassu
Adanech Admassu (Adís Abeba, 30 de mayo de 1977) es un cineasta etíope. Ha centrado su trabajo en la cooperación con programas de ONG en Etiopía y en el abordaje de los problemas de salud pública y derechos humanos en Etiopía y en toda África, poniendo el foco en historias de niñas y mujeres. Con Gem TV, produjo varias películas sobre la vida cotidiana en las comunidades.

## Biografía
Adanech Admussu nació y se crio en la comunidad Merkato, en Adís Abeba, siendo la hija mayor de una familia cristiana. Su padre abandonó a su familia cuando era pequeña. A los 16 años abandonó la escuela. Cuidó de sus hermanos mientras su madre estaba enferma y vendió bocadillos en la calle de Merkato para ganar dinero para su familia.
En 1997 se incorporó a un programa de formación de Gem TV, una de las primeras escuelas de cine de Etiopía. Ese programa capacitaba a menores de entornos desfavorecidos como cineastas. En 2002 dirigió su primer documental, Stolen Childhood, que aborda la cuestión del matrimonio de menores en Etiopía a través de la historia real de una joven obligada a contraer matrimonio. La película le valió algunos premios en Etiopía y en todo el mundo. Desde entonces, ha dirigido o ayudado a dirigir documentales y películas relacionados con la justicia social y el bienestar social, a menudo en cooperación con ONG o campañas internacionales. Su enfoque se ha expandido desde Etiopía a otros países africanos.
En 2014 fue seleccionada para asistir al Festival de Cannes a través del programa "De Addis a Cannes" junto con otros cuatro cineastas etíopes para acceder a más recursos cinematográficos. Fue la primera de varias mujeres cineastas en Etiopía que tuvo esta oportunidad.

## Reconocimientos
En 2008, su película Stolen Childhood ganó el Premio a los Derechos y la Justicia en el 2º Festival Internacional de Cine de Addis y en 2012 recibió el 24º premio ONE WORLD MEDIA en nombre de Gem TV por esta película.
En 2018 su cortometraje "Calling the Stars" formó parte de una selección oficial de cortometrajes del 23° Festival Internacional de Cine de Zanzíbar.

## Filmografía

### Documentales y dramas documentales
- Stolen Childhood (2002)
- Pillar of the House (2004)
- Reaching the Unreachable (2006)[1]

### Películas
- Exploring Employment Potential through Road Works – The ILO experience (2005)[1]
- Calling the Stars[10]